# Джовани Равали
Вижте пояснителната страница за други личности с името Джовани.
Джовани Равали (на италиански: Giovanni Ravalli) е италиански офицер, комендант на Костур по време окупацията на Гърция през Втората световна война.

## Биография
Джовани Равали служи като лейтенант от Двадесет и четвърта пехотна дивизия „Пинероло“, която участва в Итало-гръцката война, а след това в окупацията на Западна Гърция по време на Втората световна война. Началникът на костурския гарнизон полковник Алдо Вениери назначава Джовани Равали за комендант на град Костур. Като такъв е отговорен за много военни престъпления в областта, включително за избиването на мирно гръцко и българско население.
В началото на 1943 година българският офицер Андон Калчев и Джовани Равали договарят създаването на местни структури на паравоенната организация Охрана, въоръжена от италианските власти. След капитулацията на Италия на 8 септември 1943 г. Равали бяга при германските войски в Костур, командвани от генерал Александер фон Пфулщайн, откъдето увещава италианския гарнизон в града да капитулира пред германците, или да остане на тяхна страна. Командващият полковник Вениери отказва капитулация и се обявява против германците и в подкрепа на маршал Пиетро Бадолио, но по-късно е пленен. Равали продължава да работи за германците в специална секция на административна длъжност във военнопленнически лагер на 30 km от Солун, където е въдворен и бившият италиански гарнизон. Основната му дейност е да предоставя сведения за плениците по време на разпит, като преводач. След изтеглянето на германците през есента на 1944 г., италианският командир полковник Вениери, създава военен трибунал при щаба на бившата дивизия „Пинероло“. Трибуналът, подбран от състава на бившите военнопленници, осъжда Джовани Равали на смърт за предателството в полза на германците. Въпреки това, новите гръцки власти не признават юрисдикцията на трибунала, като не позволяват на италианските военни намиращи се на територията на Гърция, да изпълнят присъдата над Равали. Той е задържан от гръцките военни власти и е предаден на военен съд в Солун, който го осъжда на доживотен затвор през 1946 година. Въпреки това, по-късно той е освободен заедно с други италиански военни лица, като част от Итало-гръцките споразумения след края на Втората световна война и е изпратен да излежи присъдата си в Италия.
През 1948 година Джовани Равали е амнистиран, а правителството на Алчиде де Гаспари го назначава за полицейски префект на Палермо в края на 1940-те. Там той дълги години се бори с мафията и благодарение на успешната си служба по-късно е прехвърлен в Рим където е полицейски перфект между 1970 и 1974 година. По-късно Равали се пенсионира и живее в Рим до смъртта си през 1998 година.